# Berlin (New Hampshire)
Berlin – miasto w Stanach Zjednoczonych, w stanie New Hampshire w hrabstwie Coös, położone nad rzeką Androscoggin.